# Viliam Ľuberda
Viliam Ľuberda (* 21. března 1965) je bývalý slovenský fotbalista, obránce.

## Fotbalová kariéra
V československé lize hrál za Tatran Prešov. Nastoupil v 1 ligovém utkání. Gól v lize nedal. Ve druhé nejvyšší soutěži hrál i za Teslu Stropkov.

## Ligová bilance
| Ročník                                      | Zápasy | Góly | Klub           |
| ------------------------------------------- | ------ | ---- | -------------- |
| 1. slovenská národní fotbalová liga 1983/84 | 26     | 2    | Tesla Stropkov |
| 1. slovenská národní fotbalová liga 1985/86 | 30     | 3    | Tesla Stropkov |
| 1. slovenská národní fotbalová liga 1986/87 | 20     | 0    | Tesla Stropkov |
| 1. slovenská národní fotbalová liga 1988/89 | 19     | 1    | Tatran Prešov  |
| 1. československá fotbalová liga 1991/92    | 1      | 0    | Tatran Prešov  |
| CELKEM 1. liga                              | 1      | 0    |                |